# هارولد بي بيرك
هارولد بي بيرك (بالإنجليزية: Harold P. Burke)‏ هو محامي وقاضي أمريكي، ولد في 6 يونيو 1895 في روتشستر في الولايات المتحدة، وتوفي في 17 يوليو 1981.